# Jennifer Morrison
Jennifer Marie Morrison (Chicago, Illinois, 1979. április 12. –) amerikai színésznő, modell és filmproducer. 
Legismertebb szerepe dr. Allison Cameron a Dr. House, és Emma Swan az Egyszer volt, hol nem volt televíziós sorozatokból.

## Fiatalkora és tanulmányai
1979. április 12-én született az Illinois állambeli Chicagóban, és egy közeli városkában, Arlington Heightsban nőtt föl. Édesapja David L. Morrison zenetanár, akit az állam közoktatási tanácsa 2003-ban „Az év tanára” címmel tüntetett ki. Édesanyja, Judy Morrison szintén tanár volt, ma már mindketten nyugalomba vonultak. Két fiatalabb testvére van, Julie és Daniel.
Jennifer 1997-ben végzett a Prospect High School középiskolában, ahol a szülei is tanítottak. Ezalatt klarinéton játszott az iskolai zenekarban, énekelt a kórusban és az iskola egyik vezérszurkolója volt. A Loyola University Chicago nevű jezsuita főiskolán színművészet főszakon és angol kiegészítő szakon szerzett végzettséget 2000-ben. Ezután a chicagói Steppenwolf Theatre Company színháznál tanult, kapott szerepeket, majd Los Angelesbe költözött, színészi karriert keresve.

## Pályafutása
Morrison gyerekként táncleckéket vett, és modellkedett a JC Penney és a Montgomery Ward hirdetéseiben, valamint a Rice Krispies és a Mondo tévéreklámjaiban. Tízévesen Michael Jordannel szerepelt a Sports Illustrated for Kids borítóján.
Első filmszerepét Richard Gere és Sharon Stone lányaként játszotta a Vágyak vonzásában című filmben, később a kísértő Samantha szerepében volt látható Kevin Bacon mellett a Hetedik érzékben. Az első főszerepét 2000-ben kapta a Rémségek könyve 2. – A végső vágásban, és azóta sok filmben játszott, többek között a Deszkásokban, a Narancsvidékből ismert Adam Brodyval, 2004-ben a Ben Affleck főszereplésével készült filmben, a Túlélni a karácsonytban, és a Mr. és Mrs. Smith-ben is Brad Pitt és Angelina Jolie mellett.
Morrison több tévésorozatban is feltűnt, mint az Angyali érintés, vagy a Dawson és a haverok, 2007-ben a Diana brit hercegnő balesetét feldolgozó tévéfilmben is játszott. A 2004-ben indult tévésorozattal, a Doktor House-zal világhírre tett szert, amelyben Hugh Laurie mellett alakította dr. Allison Cameron immunológust. A sorozat 2012-ig futott, vetítése során öt Primetime Emmy-díjat és két Golden Globe-díjat kapott, valamint kilencszer elnyerte a nézők szavazatai alapján adott People's Choice Award díjat is.
2006-ban főszerepet játszott egy független stúdió feltűnést keltő filmjében, a Flourishban, és mellékszerepet kapott a 2009-es mozisikerben, a tévésorozat alapján készült Star Trekben. 2010-től Zoeyt alakította az Így jártam anyátokkal című szituációs komédiában. 2011-től főszereplő volt Egyszer volt, hol nem volt című sorozatban.
2017-ben rendezőként debütált a Sun Dogs című filmmel. 2019-ben a Botrány című filmdrámában alakított Nicole Kidman, Charlize Theron és Margot Robbie mellett.

## Magánélete
Jesse Spencerrel, aki a Dr. House sorozatban a kollégáját, dr. Chase-t játssza, 2004 márciusában az első epizód felvételére indulva ismerkedett meg. Mint utólag kiderült, júliusban már találkozgattak egymással munkán kívül is, de ezt hónapokig titokban tartották még kollégáik előtt is, noha már találgatások születtek kettejükről. 2006-ban az Emmy díjkiosztó afterpartijára egy párként érkeztek, de az erre vonatkozó kérdéseket elhárították. 2006. december 23-án Jesse Spencer az Eiffel-toronynál megkérte Jennifer kezét. 2007 augusztusában az eljegyzésüket felbontották.
Jelenleg az Egyszer volt, hol nem voltcímű sorozat egyik mellékszereplőjével, a Kalapost, illetve Jeffersont alakító Sebastian Stannel jár.

## Filmográfia

### Film
| Év   | Magyar cím                         | Eredeti cím                              | Szerep                          | Magyar hang       |
| ---- | ---------------------------------- | ---------------------------------------- | ------------------------------- | ----------------- |
| 1994 | Vágyak vonzásában                  | Intersection                             | Meaghan Eastman                 | Madarász Éva      |
| 1994 | Csoda New Yorkban                  | Miracle on 34th Street                   | Denice                          |                   |
| 1999 | Hetedik érzék                      | Stir of Echoes                           | Samantha Kozac                  | Simonyi Piroska   |
| 2000 | Rémségek könyve 2. – A végső vágás | Urban Legends: Final Cut                 | Amy Mayfield                    | Gubás Gabi        |
| 2001 |                                    | The Zeros                                | Joyce                           |                   |
| 2002 |                                    | Design                                   | Sonya Mallow                    |                   |
| 2002 | Könnyen jött pénz                  | Big Shot: Confessions of a Campus Bookie | Callie                          |                   |
| 2002 |                                    | Nantucket                                | Alicia                          |                   |
| 2002 | 100 nő                             | 100 Women                                | Annie                           | Nemes Takách Kata |
| 2003 | Deszkások                          | Grind                                    | Jamie                           | Zsigmond Tamara   |
| 2004 | A pláza ásza                       | Mall Cop                                 | Chris                           |                   |
| 2004 |                                    | The Sure Hand of God                     | Lily Bowser                     |                   |
| 2004 | Túlélni a karácsonyt               | Surviving Christmas                      | Missy Vanglider                 | Major Melinda     |
| 2004 | Túlélni a karácsonyt               | Surviving Christmas                      | Missy Vanglider                 | Törtei Tünde      |
| 2004 |                                    | Lift (rövidfilm)                         | Sarah                           |                   |
| 2005 | Mr. és Mrs. Smith                  | Mr. & Mrs. Smith                         | Jade                            | Molnár Ilona      |
| 2006 |                                    | The Script                               | Christie                        |                   |
| 2006 |                                    | Flourish                                 | Gabrielle Winters               |                   |
| 2007 | Kegyenc fegyenc                    | Big Stan                                 | Mindy                           | Zsigmond Tamara   |
| 2009 | Star Trek                          | Star Trek                                | Winona Kirk                     | Zsigmond Tamara   |
| 2009 | Rémes hármas                       | Table for Three                          | Leslie Green                    | Zsigmond Tamara   |
| 2011 | Warrior – A végső menet            | Warrior                                  | Tess Conlon                     | Zsigmond Tamara   |
| 2012 |                                    | Stars in Shorts                          | Rachel Mintz ügynök             |                   |
| 2012 | Késpárbaj                          | Knife Fight                              | Angela                          | Erdős Borcsa      |
| 2013 |                                    | Some Girl(s)                             | Sam                             |                   |
| 2013 |                                    | Alpha Alert                              | White hadnagy                   |                   |
| 2013 | Sötétségben – Star Trek            | Star Trek Into Darkness                  | Winona Kirk (hangja)            |                   |
| 2015 |                                    | To Dust Return (rövidfilm)               | Sharon Reynolds                 |                   |
| 2015 |                                    | Mattresside (rövidfilm)                  | Angelica                        |                   |
| 2016 | Sötétség                           | The Darkness                             | Joy Carter                      | Kis-Kovács Luca   |
| 2016 |                                    | Albion: The Enchanted Stallion           | apátnő                          |                   |
| 2017 | Amityville: Az ébredés             | Amityville: The Awakening                | Candice                         | Major Melinda     |
| 2017 |                                    | Sun Dogs                                 | Marie                           |                   |
| 2018 | Gyilkos nemzedék                   | Assassination Nation                     | Margie Duncan                   |                   |
| 2018 |                                    | Back Roads                               | Callie Mercer                   |                   |
| 2018 |                                    | Alex & the List                          | Katherine Stern                 |                   |
| 2018 | Superfly                           | Superfly                                 | Mason nyomozó                   | Kökényessy Ági    |
| 2019 |                                    | The Report                               | Caroline Krass                  |                   |
| 2019 |                                    | Batman: Hush                             | Selina Kyle / Macskanő (hangja) |                   |
| 2019 |                                    | All Creatures Here Below                 | Penny                           |                   |
| 2019 | Botrány                            | Bombshell                                | Juliet Huddy                    |                   |

### Televízió
| Év        | Magyar cím                 | Eredeti cím                  | Szerep                | Megjegyzések                                                     |
| --------- | -------------------------- | ---------------------------- | --------------------- | ---------------------------------------------------------------- |
| 2001      |                            | The Chronicle                | Gwen                  | 1 epizód                                                         |
| 2001      | Angyali érintés            | Touched by an Angel          | Melissa               | 1 epizód                                                         |
| 2001–2002 | Dawson és a haverok        | Dawson's Creek               | Melanie Shay Thompson | 2 epizód                                                         |
| 2002      |                            | Any Day Now                  | Mandy Singer          | 1 epizód                                                         |
| 2002      |                            | The Random Years             | Megan                 | 1 epizód                                                         |
| 2004–2012 | Doktor House               | House                        | Dr. Allison Cameron   | 108 epizód                                                       |
| 2007      | Az utolsó út               | The Murder of Princess Diana | Rachel Visco          | tévéfilm                                                         |
| 2009      |                            | The Super Hero Squad Show    | Darázs (hangja)       | 3 epizód                                                         |
| 2010      |                            | Chase                        | Faith Maples          | 1 epizód                                                         |
| 2010–2014 | Így jártam anyátokkal      | How I Met Your Mother        | Zoey Pierson          | 13 epizód                                                        |
| 2011      | Küzdelem a rákkal          | Five                         | Sheila                | - tévéfilm - magyar hangja: - Zsigmond Tamara                    |
| 2011      |                            | Bringing Ashley Home         | Ashley Phillips       | tévéfilm                                                         |
| 2011–2018 | Egyszer volt, hol nem volt | Once Upon a Time             | Emma Swan             | - 134 epizód - főszereplő (1-6. évad) - vendégszereplő (7. évad) |
| 2019–2022 | Rólunk szól                | This Is Us                   | Cassidy Sharp         | visszatérő szereplő (4. évad)                                    |

## Fordítás
- Ez a szócikk részben vagy egészben  a   Jennifer Morrison című angol Wikipédia-szócikk fordításán alapul.  Az eredeti cikk szerkesztőit annak laptörténete sorolja fel. Ez a jelzés csupán a megfogalmazás eredetét és a szerzői jogokat jelzi, nem szolgál a cikkben szereplő információk forrásmegjelöléseként.